# Sztyeppi lile
A sztyeppi lile (Charadrius asiaticus) a madarak osztályának lilealakúak (Charadriiformes) rendjébe, ezen belül a lilefélék (Charadriidae) családjába  tartozó faj.

## Rendszerezése
A fajt Peter Simon Pallas német zoológus és botanikus írta le 1773-ban. Egyes szervezetek az Eupoda nembe sorolják Eupoda asiatica néven.

## Előfordulása
Ázsia középső részén, a Kaszpi-tenger térségében fészkel. Telelni Afrikába vonul. Kóborlásai során eljut Európába is. Természetes élőhelyei a mérsékelt övi, szubtrópusi vagy trópusi füves puszták és sivatagok, valamint tengerpartok, sós és édesvizű mocsarak, tavak, folyók és patakok környéke.

## Megjelenése
Testhossza 20 centiméter, szárnyfesztávolsága 55–61 centiméter, testtömege pedig 70–91 gramm.
|  |  |

## Szaporodása
|  |

## Természetvédelmi helyzete
Az elterjedési területe rendkívül nagy, egyedszáma ugyan csökken, de még nem éri el a kritikus szintet. A Természetvédelmi Világszövetség Vörös listáján nem fenyegetett fajként szerepel.